# Еловщина (Кировская область)
Еловщина — опустевшая деревня в составе Немского района Кировской области. 

## География
Находится на расстоянии примерно 2 километра по прямой на северо-запад от районного центра поселка Нема.

## История
Деревня была известна с 1723 года как починок Еловый Мыс с 2 дворами, в 1764 году там было упомянуто 46 душ мужского пола. В 1873 году учтено дворов 43 и жителей 254, в 1905 50 и 249, в 1926 50 и 227, в 1950 28 и 102 соответственно, в 1989 1 житель . До 2021 года входила в Немское городское поселение Немского района, ныне непосредственно в составе Немского района.

## Население
Постоянное население не было учтено как в 2002 году, так и в 2010.